# Gowdagere, Hassan
Gowdagere là một làng thuộc tehsil Hassan, huyện Hassan, bang Karnataka, Ấn Độ.